# Ockrabröstad myrpitta
Ockrabröstad myrpitta (Grallaricula flavirostris) är en fågel i familjen myrpittor inom ordningen tättingar.

## Utbredning och systematik
Ockrabröstad myrpitta delas in i åtta underarter med följande utbredning:
- Grallaricula flavirostris costaricensis – bergen i Costa Rica och västra Panama
- Grallaricula flavirostris brevis – Panama, i högre belägna delarna av berget Pirres sluttning
- Grallaricula flavirostris ochraceiventris – lokalt i Anderna i västra Colombia
- Grallaricula flavirostris flavirostris – Anderna i östra Colombia och östra Ecuador
- Grallaricula flavirostris mindoensis – Pichincha i norra Ecuador
- Grallaricula flavirostris zarumae – El Oro i sydvästra Ecuador
- Grallaricula flavirostris similis – Anderna i östra Peru
- Grallaricula flavirostris boliviana – Anderna i La Paz och Cochabamba i norra Bolivia

## Status och hot
Arten har ett stort utbredningsområde, men tros minska i antal, dock inte tillräckligt kraftigt för att den ska betraktas som hotad. Internationella naturvårdsunionen IUCN listar arten som livskraftig (LC).